# 高見広春
高見 広春（たかみ こうしゅん、1969年1月10日 - ）は、日本の小説家。本名：高見 宏治（たかみ ひろはる）。兵庫県神戸市灘区出身。香川県立三本松高等学校卒業、大阪大学文学部美学科卒業、日本大学通信教育部文理学部中退。

## 略歴
四国新聞社に5年間勤務。1997年に「バトル・ロワイアル」で第5回日本ホラー小説大賞に応募し、最終選考まで残るが（この時の同期に戸梶圭太がいる）、中学生どうしが国家命令により殺し合いをするという衝撃的な内容だったため、選考委員からは作品としての面白さを認められつつも猛烈な非難を受け落選する。
しかし、このことが却って業界内で注目を集めることとなり、「このミステリーがすごい! 1999」で行われた覆面座談会では「いったいどんな小説なんだ、ぜひ読んでみたい」と言及されることになった。その後、雑誌『Quick Japan』初代編集長の赤田祐一が誌面で「尋ね人」の広告を出し、高見とコンタクトを取ることに成功。1999年に太田出版よりついに出版され、100万部を超えるミリオンセラーとなった。
同作品は、深作欣二監督により2000年に映画化。しかし作中の残酷描写が問題となり、映画に対する論議が国会討議にまで持ち込まれた結果、R-15指定を受けることになる。
作家としては「バトル・ロワイアル」以外に発表作品はない。2000年11月25日に発売された「バトル・ロワイアル」の攻略ガイドブック内に掲載されている高見のインタビュー記事においては「クリーチャーが出てくる話を考えている」と次回作の構想を練っている発言も見受けられていたが2024年現在未だ発表されていない。その後2002年8月に幻冬舎から発売された文庫版「バトル・ロワイアル」の下巻では高見によるあとがきが掲載されているが、その中で当時「今小説を書いているのか?」と周囲から問われていた事に対し、「書いています。遅れに遅れている理由の三割は私の才能のなさに因りますが、残りの七割は私の体力のなさに因ります。」「ちょうどその頃を境に、私の体調は随分ひどいものになってしまいました。」などと答えており、主に体調の悪化が原因で執筆が進んでいない事を明かしていた。一方で「バトル・ロワイアル」が売れて有名になった事によって様々な方面から食事などに誘われる事も多くなり、そのため執筆が一向に進まず辟易している事も明かしていた。また、あとがきの終盤において「必ずや皆さんの前に戻ってきます。」と宣言はしていたものの、以降も数本の「バトル・ロワイアル」関連の仕事を除けば、2024年現在まで新作の発表は一切無く、事実上小説家としての活動は途絶えている。

## 人物
小説は中学生の頃から書き始めていたが、高校時代は学園アクション映画の脚本を書いたほどの大の映画ファンであった。高見曰く「アクションシーンを書きたくて小説家になった」という。本格的に小説に取り組んだのは「バトル・ロワイアル」を正式に発表する3年ほど前からとの事。
影響を受けた作家として初期の菊地秀行、矢作俊彦、スティーヴン・キング、ロバート・B・パーカーなどを挙げている。その中でもとりわけ菊地秀行作品には強く影響を受けたという。
ミュージシャンにおいては佐野元春を敬愛しており、「佐野さんの作品からは本当にいろいろなものを受け取りました。ひと言で表現すれば、僕が漠然と考えていたことを佐野さんが明確にしてくれた、ということだと思います。佐野さんがそこにいてくれたからこそ僕が今ここにいるわけですから。」と語るほどである。大学1年生の頃にラジオで「アンジェリーナ」「ガラスのジェネレーション」「サムデイ」の3曲を聴いて衝撃を受けた事をきっかけにファンになったという。また佐野への影響は自身の作品にも色濃く現れており、「バトル・ロワイアル」の巻頭には佐野の曲名及び歌詞である「愛することってむずかしい」の一節が掲げられている他、本作の主人公である七原秋也のプロフィールにおいても佐野を意識したものが複数存在する（身長が佐野と同じ170cmである事、誕生日が佐野と同じ13日である事、髪にウェイヴがかかっている所など）。

## 著作
- バトル・ロワイアル - 太田出版、1999年4月 ISBN 978-4872334524
- バトル・ロワイアル - 幻冬舎文庫、2002年8月 上巻：ISBN 978-4344402706 下巻：ISBN 978-4344402713

監修・原案など
- バトル・ロワイアル（漫画版） - 『ヤングチャンピオン』（秋田書店）2000年から2005年No.6まで連載、画・田口雅之 全15巻
- バトル・ロワイアル 天使たちの国境 - 『ヤングチャンピオン』（秋田書店）2011年No.3より連載開始、画・大西実生子・小熊陽平
- ブリッツ・ロワイアル - 『ヤングチャンピオン』2003年No.13から2004年No.7まで連載、 画・富沢ひとし 全2巻
- バトル・ロワイアル・インサイダー - 太田出版 ISBN 978-4872335521
- バトル・ロワイアルII 鎮魂歌 - 太田出版 ISBN 978-4872337754
- バトル・ロワイアル -執行者たち エンフォーサーズ- - 『別冊ヤングチャンピオン』2022年3月号より連載開始、画・浅田有皆